# ユナイテッド・ワールド・カレッジ
ユナイテッド・ワールド・カレッジ（United World Colleges、UWC）は、本部をロンドンに置く非営利の国際学校（インターナショナル・スクール）の集合体である。日本では経団連が支援している。

## 概要
UWCは、異文化理解を目的として設立されたNPOの教育機関であり、運用資金は、その趣旨に賛同する企業と個人からの寄付に基づいている。日本を含め、世界約80の国と（国に準じる扱いの）地域で、高校生に対して選考試験を毎年行う。合格者には奨学金を提供し、世界14カ国にあるUWC校に2年間派遣する。日本では、日本経団連内のUWC日本協会が国内委員会を務め、イギリス、カナダ、アメリカ、イタリア、シンガポール、香港、ノルウェー、インド、コスタリカ、オランダ、アルメニア、中国の13カ国のUWC校に派遣している。UWCは、国際バカロレア資格を、ほぼすべての教育課程で全面的に採用しており、国際バカロレア資格の設立と発展に深く関与している。
各国から集まった生徒は、勉学、課外活動を2年間共にし、その過程で異文化理解を実践する。日本からの派遣のある13校は基本的に全寮制で、国籍の異なる4名前後と同じ部屋で暮らすことが多い。
チャールズ3世（当時皇太子）、ネルソン・マンデラ元大統領（ヌール王妃と共に）が会長を歴任。現在の会長はヨルダンのヌール王妃 (Queen Noor of Jordan)。
UWCの主要な設立者である教育者クルト・ハーンは、野外教育アウトワード・バウンドの設立者でもある。そのため、UWCでは、野外活動も活発に行われる。

## 運営校
2016年10月には、UWC国際理事会より、UWC ISAK Japan（長野県）が、日本初のUWC加盟校として承認された。
これまでに下記のUWC校が運営されており、今後新たにガーナに開校する計画である。（2017年現在）
- アトランティック・カレッジ（略称：AC）United World College of the Atlantic
- ピアソン・カレッジ（略称：PC）Lester B. Pearson College of the Pacific
- 東南アジア・カレッジ（略称：SEA）United World College of South East Asia
- アメリカン・ウェスト・カレッジ（略称：AW）Armand Hammer United World College of the American West （現:UWC-USA)
- アドリアティック・カレッジ（略称：AD）United World College of the Adriatic
- 香港・カレッジ（略称：HK）Li Po Chun United World College of Hong Kong
- ノルディック・カレッジ（略称：NC）Red Cross Nordic United World College
- マヒンドラ･カレッジ（略称：MC）Mahindra United World College of India
- シモン・ボリバル・カレッジ（略称：SB）Simon Bolivar United World College of Agriculture
- 南アフリカ・カレッジ（略称：WK）Waterford-Kamhlaba United World College of Southern Africa
- マーストリヒト・カレッジ（略称：UWCM）"United World College Maastricht"
- モスター・カレッジ　"United World College Mostar"
- コスタリカ・カレッジ（略称：CR）"United World College Costa Rica"
- ディリジャン・カレッジ（略称：DC）"United World College Dilijan"
- チャンシュー・チャイナ　"世界联合学院"
- タイ・カレッジ（略称：TC）"United World College Thai"
- 日本（略称：ISAK）"International School of Asia Karuizawa" (UWC ISAK Japan)

## ＵＷＣ日本協会
経団連の支援を受けて、1972年9月に「ＵＷＣ日本国内委員会」が設立され、1975年2月、社団法人格の取得とともに名称を「社団法人 ユナイテッド・ワールド・カレッジ日本協会」に改称、2012年4月1日には「公益社団法人 ユナイテッド・ワールド・カレッジ日本協会」（会長：藤田譲、朝日生命保険最高顧問）に移行した。日本よりＵＷＣカレッジに派遣される奨学生（高校生）の選考、奨学生に対する奨学金の支給、ＵＷＣプロジェクトの日本への紹介等の事業を行っている。奨学金は全て、ＵＷＣプロジェクトの趣旨に賛同する経団連会員企業や個人による寄附金を原資とし、同協会の事務局業務は経団連が行なっている。

## 出身者
- 盛田昌夫 - AC'72-74 ソニー・ミュージックエンタテインメント代表取締役会長
- 星出彰彦 - SC'85-87 宇宙飛行士、宇宙航空研究開発機構所属
- Julie Payette - AC'80-82 カナダの宇宙飛行士、CSA及びNASA所属
- 林美香 - AD'86-88 国際法学者、神戸大学大学院准教授
- 小林りん - PC91-93 社会起業家、UWC ISAK Japan（軽井沢）代表理事
- 佐藤輝英 - AD'91-93 株式会社ネットプライスドットコム代表取締役社長
- Jorma Ollila - AC'??-?? ノキア元CEO
- ザク・ウィットブレッド - SC'??-?? サッカー選手
- Robert Milton - SC'??-?? エア・カナダ会長、元CEO
- ウィレム＝アレクサンダー (オラニエ公) - AC'??-?? オランダ国王
- Raiyah bint Al Hussein - AC'??-?? ヨルダン王女
- パウロス (ギリシャ王太子) - AW'??-?? ギリシャ王太子
- Lene Espersen - PC'82-84 デンマークの元法務大臣
- Douglas Alexander - PC'84-86 イギリス運輸大臣
- カレン・モク -　AD'87-89　女優
- ギラード・ツッカーマン (Ghil'ad Zuckermann) - AD’87-89 言語学者
- 松井紀美子 - SC'82-85 IBBY『ブックバード日本版』発行人、子どもの本ジャーナリスト、図書館情報学研究、マイティブック代表
- イアン・カーマ -  ボツワナ大統領